# 화천공영버스터미널
화천공영버스터미널(Hwacheon Bus Terminal)은 강원특별자치도 화천군 화천읍 상승로 38-5 (하리 43-55번지)에 위치한 대한민국의 시외버스터미널이다. 고속버스 전산망상의 터미널 번호는 260이다.
기존 터미널은 1978년 2월 5일에 준공되었고 1997년 6월 18일에 보수하였지만 건물이 상당히 오래되어 낙후되었으나 화천군에서 12억원을 들여 2009년 5월에 기존 터미널 건물을 철거하고 새롭게 건축하였다. 새로 건축한 터미널은 2009년 11월 16일에 새로 개장했다.
현재 터미널은 1층 건물로 구성되어 있으며, 대합실과 매표소, 화장실, 배차실 및 휴게실, 승강장을 갖추고 있다. 기존 터미널과 다른 점이 있다면 매점 이외 상업시설이 모두 사라지고 대신 승객용 컴퓨터, 물품 보관함, 대형 TV 등 승객을 위한 다양한 편의시설들이 설치되어 있다.

## 운행 노선

### 시외버스
상봉터미널로 가던 노선은 폐지되어 운행하지 않는다.
| 방면        | 행선지                                                        |
| ----------- | ------------------------------------------------------------- |
| 강원권 방면 | 강촌, 달거리, 서오지리, 신포리, 어리고개, 원천리, 지촌, 춘천, |
| 수도권 방면 | 가평, 교문리, 동서울, 청평                                    |

### 군내버스
화천시내버스터미널이 따로 있기는 하나, 거의 차고지 역할을 하고 있다. 대부분 노선이 이곳으로 운행한다.
| 방면               | 행선지(정차순서 순) |
| ------------------ | --- |
| 신양리 방면        | 읍계, 신풍리, 신대리, 장촌리, 파포고개, 노동1리, 부천리, 관사, 신양3리, 신양2리, 신양1리, 하마현리, 상마현리, 아파트, 855대대, 38연대, 전적비                                   |
| 계성리/신포리 방면 | 장거동, 구면소, 원천리, 달거리, 계성리, 서오지리, 검문소 |
| 안평리/눌언리 방면 | 장거동, 논미1리, 안평리, 논미2리 |
| 사창리 방면        | 논미리, 구면소, 원천리, 달거리, 서오지리, 신포검문소, 오탄초교, 오탄1리, 신고산농원, 미리네농원, 오탄2리, 고씨농원, 용담샘터, 물소리, 용담1리, 78연대, 덕고개, 돼지나라, 사창리 |